# Глінно (Нижньосілезьке воєводство)
Глінно (пол. Glinno) — село в Польщі, у гміні Валім Валбжиського повіту Нижньосілезького воєводства.
Населення — 186 осіб (2011).
У 1975-1998 роках село належало до Валбжиського воєводства.

## Демографія
Демографічна структура станом на 31 березня 2011 року:
|          | Загалом | Допрацездатний вік | Працездатний вік | Постпрацездатний вік |
| -------- | ------- | ------------------ | ---------------- | -------------------- |
| Чоловіки | 98      | 14                 | 71               | 13                   |
| Жінки    | 88      | 17                 | 47               | 24                   |
| Разом    | 186     | 31                 | 118              | 37                   |